# 第一次台湾海峡危機
第一次台湾海峡危機（1954年-1955年台湾海峡危機、台湾危機、沖合群島危機、1955年台湾海峡危機、93砲戦とも呼ばれる）は、中華人民共和国政府と中華民国政府の間で起きた短期の紛争である。

## 概要
中華人民共和国は大陳群島を封じながら江山島を襲撃した。アメリカ海軍と中華民国海軍は、大陳群島から台湾に中華民国の軍民を避難させるのに共同作戦を行った。大陳群島は危機の間に領有権を奪われたが、アメリカの報道は、ほとんど度々砲の打合いが行われた金門県と馬祖島にのみ焦点が当てられた。
国共内戦は蔣介石の中国国民党政府とその130万の支援者が中国大陸にいられなくなり、台湾島に政府を移しながら1949年に収束に向かった。西部と南西部で交戦が続いていたとはいえ、中華民国の支配する領域は台湾、澎湖県、中国南東部の沿岸沿いの数個の島々にほとんど限られた。海南島は1950年に中国に陥落し、舟山市の島々は第一次台湾海峡危機以前の1950年5月に国民党の手で奪還された。
台湾本土と中国大陸の間の台湾海峡に位置する馬祖島と金門島は、中国共産党軍に対する国民党軍の第一線であり、蔣介石の手で大いに強化された。浙江省沖の島々は大陸に反攻する足掛かりと見られ、蔣介石の出身地にも国民党側の地元政府がまだ存在した。

## 軍事的背景と紛争の経緯
1950年1月5日にアメリカのハリー・S・トルーマン大統領は、アメリカは台湾海峡に関するいかなる紛争にも関わることは無く、中華人民共和国の攻撃があっても一切介入することは無いとする「台湾不干渉声明」を発表した。しかし1950年6月25日に朝鮮戦争が勃発すると、トルーマンは「台湾海峡の中立化」はアメリカ合衆国にとって最大の関心事であると表明し、事実上アメリカの保護下に台湾を置き、中華民国と中華人民共和国の紛争を防ぐために台湾海峡にアメリカ海軍第7艦隊を派遣した。
1950年6月27日、トルーマン大統領は以下のコメントを発表した。
トルーマン大統領は1951年のサンフランシスコ講和条約（日本との和平条約）の起草において、台湾については中立の立場を取る決定を行えるよう、アメリカ合衆国国務長官ディーン・アチソンの国務顧問ジョン・フォスター・ダレスに命じた。 サンフランシスコ講和条約にはその主権は指定されておらず、中華民国と中華人民共和国の双方、また台湾独立の支持者が自らの立場を主張するにも、法的根拠として難しい状況にあった（台湾地位未定論）。
国家主義的だった中華民国政府は国家としての権威や意志を重視、中国本土の支配の回復を目標として維持していた。
そのために中国人民解放軍との軍事対立を再開する必要があった。トルーマンと彼の顧問だったダレスは、その目標を実現不可能だとみなしたが、当時の世論では共産主義陣営に中国を失ったことを後悔する風潮があり、トルーマン政権は中国本土を共産主義から解放しようとする蔣介石軍の試みを阻止したとして反共産主義者から批判された。
1952年アメリカ合衆国大統領選挙では、民主党のトルーマンは再選に出馬せず、第二次世界大戦の将軍だった共和党のドワイト・アイゼンハワーが勝利した。
1953年2月2日、アイゼンハワー大統領は中国本土の反共産主義者による「蔣介石の軍を中国本土へ解き放て」という要求を満たすために、第7艦隊による封鎖を解除した。これにより国民党政権は中国沿岸での外国船に対する海上封鎖（関閉政策）を強化し、1953年夏の朝鮮戦争休戦以降、イギリス海軍の報告によると最大141件の拿捕事件を起こした。
1954年7月13日の国家安全保障会議（NSC）でのCIAのブリーフィングは、6月23日のトープス号事件後の南シナ海全域での海運保険料の増加と、シンガポールでいくつかの国際定期便が運航見合わせで停留されているか、計画を変更しなければならなかったことを示した。中国人民解放軍空軍は海南島に進出して三亜港と黄浦港を通る別の輸送ルートを確保したが、7月23日には民間人10人が死亡したキャセイ・パシフィック航空機撃墜事件を引き起こし、その後7月26日に生存者の救助任務を行っていた2隻の米空母（ホーネット、フィリピン・シー）とも交戦、2機のLa-11戦闘機が撃墜された。 8月2日、彭徳懐・中華人民共和国国防部部長は、毛沢東・中国共産党中央委員会主席の指令により華東軍区の作戦会議を招集した。

## 衝突
1954年8月、中華民国国軍は金門島に58,000人の軍隊を、馬祖島に15,000人の軍隊を配置し、これに対して中国人民解放軍は拠点の構築を開始。8月11日、中華人民共和国の周恩来国務院総理が、台湾は共産主義によって「解放」されなければならないとの宣言を出し、金門島と馬祖島の両方を砲撃し始めた。
中国人民解放軍による攻撃開始に対し、アメリカは警告を行った。しかし反共産主義諸国の軍事同盟として構想されていた東南アジア条約機構結成のためのマニラ条約調印5日前にあたる9月3日に人民解放軍は金門への砲撃を行い、11月に大陳島を爆撃、その後も軍事行動を強化していった。当時、中華人民共和国はアメリカ国務省にまだ国として正式に認められていなかったが、改めて冷戦期のアジアにおける共産主義の拡大に対する恐怖をアメリカ側に認識させた。蔣介石率いる中華民国は朝鮮半島から東南アジアまでのアジアにおける共産主義の封じ込めの一翼を担っていたため、アメリカが支援していた。
9月12日、アメリカ統合参謀本部は中国本土に対する核兵器の使用を勧告したが、アイゼンハワー大統領は核兵器の使用をも目論み、地域紛争に巻き込もうとするアメリカ軍部の圧力に抵抗した。しかし1954年12月2日、アメリカと中華民国は中国本土の島々には適用されないという条件が含まれた米華相互防衛条約に調印した。1955年2月9日、この条約はアメリカ連邦議会上院で批准された。
2回の攻撃失敗の後、1955年1月18日に中国人民解放軍は一江山島を占領。その後も戦闘は1月20日まで、浙江省の沖合の島々および福建省の金門島と馬祖島周辺周辺で続いた(一江山島戦役)。
1955年1月29日、アメリカ連邦議会の両院は「フォルモサ決議（英語: Formosa Resolution of 1955）」で、アイゼンハワー大統領指揮下のアメリカ軍が台湾海峡にいる中華民国の国民とその財産を武装攻撃から守るための軍事行動を取ることを承認した。
2月、イギリスのウィンストン・チャーチル首相は核兵器の使用に関してアメリカに警告したが、3月にアメリカのジョン・フォスター・ダレス国務長官は、アメリカが中国本土への核攻撃を真剣に検討していることを公言した。 3月下旬、ロバート・B・カーニー米海軍大将は、アイゼンハワー大統領が「赤の中国の潜在的軍事力を破壊する」ことを計画していると述べた。

## 中国と核兵器に関するその後の余波
一部の学者は、中華人民共和国はアメリカによる核攻撃の瀬戸際に直面したが、当時のソビエト連邦にはこれに対して核報復する意欲が欠如しているとみなして、軍を後退させたと主張している。
またある学者は、この事件をアメリカによる共産主義の拡大抑止戦略の効果的な適用の例と見ている。
この台湾海峡危機におけるアメリカによる核脅威の後、中国共産党中央政治局は1955年に核兵器とミサイルの研究に青信号を出した。
このことから毛沢東がアメリカを核の脅威に陥らせるためにこの危機を利用したという学説があり、強く支持されている。
ある学者は、毛沢東とソビエトの指導者はアメリカとの紛争を拡大する意図は無く、大陳島を占領することによって軍の士気を高めるとともに、国内の政治的利益(核兵器とミサイル技術の研究と生産にお金を注ぐための便宜)を得ようとしていたのではないかと主張した。
いずれにせよ、1955年4月23日、中華人民共和国政府は交渉の意思があると述べた。 5月1日、中国人民解放軍は金門島と馬祖島への砲撃を一時的に停止した。しかし紛争の根本的な問題は未解決のままであり、両国はその後台湾海峡の両側に軍事力を増強し、3年後に新たな危機をもたらした。

## 参考資料
- Bush, R. & O'Hanlon, M. (2007). A War Like No Other: The Truth About China's Challenge to America. Wiley. ISBN 0-471-98677-1
- Bush, R. (2006). Untying the Knot: Making Peace in the Taiwan Strait. Brookings Institution Press. ISBN 0-8157-1290-1
- Carpenter, T. (2006). America's Coming War with China: A Collision Course over Taiwan. Palgrave Macmillan. ISBN 1-4039-6841-1
- Cole, B. (2006). Taiwan's Security: History and Prospects. Routledge. ISBN 0-415-36581-3
- Copper, J. (2006). Playing with Fire: The Looming War with China over Taiwan. Praeger Security International General Interest. ISBN 0-275-98888-0
- Federation of American Scientists et al. (2006). Chinese Nuclear Forces and U.S. Nuclear War Planning
- Gill, B. (2007). Rising Star: China's New Security Diplomacy. Brookings Institution Press. ISBN 0-8157-3146-9
- Shirk, S. (2007). China: Fragile Superpower: How China's Internal Politics Could Derail Its Peaceful Rise. Oxford University Press. ISBN 0-19-530609-0
- Tsang, S. (2006). If China Attacks Taiwan: Military Strategy, Politics and Economics. Routledge. ISBN 0-415-40785-0
- Tucker, N.B. (2005). Dangerous Strait: the U.S.-Taiwan-China Crisis. Columbia University Press. ISBN 0-231-13564-5

## 参照
1. ↑  “First and Second Taiwan Strait Crisis, Quemoy and Matsu Islands of Taiwan”.   The Cold War Museum. 2010年6月15日閲覧。
2. ↑  Statement issued by President Truman, dated 27-06-1950
3. ↑  のちの国務長官になる人物
4. ↑  これに対し、第二次大戦中のアメリカの外交官であったジョージ・H・カーは自信の著書『Formosa Betrayed』(『裏切られた台湾』)で台湾の独立を支持していた、彼の著書では、サンフランシスコ平和条約で定められているように各国が近い将来この台湾の帰属問題を解決できなかった場合、台湾の政治的地位は第二次世界大戦での戦勝国たる「連合国」（日本に対する）のもとにあるとした。